# Samuel Christoph von Plessen
Samuel Christoph von Plessen (1640 – 24. juni 1704) var en dansk officer.
Han var søn af Henning von Plessen til Musselmow i Mecklenburg og Agnes Rachel von Asseburg. I 1680 blev han gift med Cathrine Margrethe von Dalwig (1654-1726), datter af en sachsisk gehejmeråd Caspar Friedrich von Dalwig. De fik datteren Charlotte Amalie von Plessen (1686-1740), som blev gift 1. gang med Jobst von Scholten, enkemand efter Adelgunde Mechtilde Rømeling; og 2. gang i 1727 med Johann Georg von Holstein, enkemand efter Ida Frederikke Joachime von Bülow af Rosenlund (1677-1725).
Han blev i 1676 ritmester ved skånske rostjeneste (dvs. tjeneste til hest), 1677 oberstløjtnant ved Hestgarden, som han 1678, efter Frederik von Arenstorffs fald, fik kommandoen over. I 1682 udnævnt til oberst, i 1689 til generalløjtnant og i 1693 til Hvid Ridder.
Da garden i 1685 blev indkvarteret på Møn, blev Plessen samme år udnævnt til at være amtmand over øen: Han fik der indtil 1691 Stege og Elmelunde Ladegårde i forpagtning.
I 1689 fik han øverste kommando over de 10 nationale rytterregimenter i Danmark.
Allerede i Den Skånske Krig var han mistænkt for at deltage i plyndringer, men det er navnlig for sin adfærd på Møn, at han er berygtet. De mishandlinger og uretfærdigheder, han her var skyld i, gik ud over både bønder, gardere og officerer, og da dette havde varet i 12 år, var skandalen så åbenbar, at garden blev flyttet fra Møn, og hans amtmandskab blev ophævet i 1697.
Først efter Christian V's død i 1699 blev Plessen afsat fra kommandoen over Garden. Der blev nedsat en kommission til at undersøge hans forhold, og i samme år blev han sat i husarrest, og han fik frataget sin ridderorden. Sagen trak længe ud, og Plessen døde som arrestant i 1704, inden der var faldet dom i sagen.
Hans bo blev imidlertid dømt til at betale omkring 40.000 rigsdaler i erstatning til både staten og private. Alligevel efterlod han sig en betydelig formue. Hans godser i Mecklenburg blev vurderet til over 80.000 rigsdaler, mens værdien af hans gård i København (på hjørnet af Bredgade og Dronningens Tværgade) var 16.000 rigsdaler.